# Kabinett Vučević
Das Kabinett Vučević bildete vom 2. Mai 2024 bis zum 16. April 2025 die Regierung von Serbien.

## Kabinettsmitglieder
| Amt / Ressort                                           | Bild | Name                                                 | Partei    |
| ------------------------------------------------------- | ---- | ---------------------------------------------------- | --------- |
| Ministerpräsident                                       |      | Miloš Vučević                                        | SNS       |
| Erster stellvertretender Ministerpräsident              |      | Siniša Mali                                          | SNS       |
| stellvertretende Ministerpräsidenten                    |      | Ivica Dačić                                          | SPS       |
| stellvertretende Ministerpräsidenten                    |      | Irena Vujović                                        | SNS       |
| stellvertretende Ministerpräsidenten                    |      | Aleksandar Vulin                                     | PS        |
| Minister                                                |      |                                                      |           |
| Finanzen                                                |      | Siniša Mali                                          | SNS       |
| Wirtschaft                                              |      | Adrijana Mesarović                                   | SNS       |
| Land-, Forst- und Wasserwirtschaft                      |      | Aleksandar Martinović                                | SNS       |
| Umweltschutz                                            |      | Irena Vujović                                        | SNS       |
| Bau, Verkehr und Infrastruktur                          |      | Goran Vesić (bis 25. November 2024)                  | SNS       |
| Bau, Verkehr und Infrastruktur                          |      | Darko Glišić (seit 25. November 2024, kommissarisch) | SNS       |
| Bergbau und Energie                                     |      | Dubravka Đedović                                     | Parteilos |
| Innen- und Außenhandel                                  |      | Tomislav Momirović (bis 25. November 2024)           | SNS       |
| Innen- und Außenhandel                                  |      | Adrijana Mesarović (seit 25. November 2024)          | SNS       |
| Justiz                                                  |      | Maja Popović                                         | Parteilos |
| öffentliche Verwaltung und kommunale Selbstverwaltung   |      | Jelena Žarić Kovačević                               | SNS       |
| Menschen- und Minderheitenrechte und sozialen Dialog    |      | Tomislav Žigmanov                                    | DSHV      |
| Inneres                                                 |      | Ivica Dačić                                          | SPS       |
| Verteidigung                                            |      | Bratislav Gašić                                      | SNS       |
| Auswärtiges                                             |      | Marko Đurić                                          | SNS       |
| europäische Integration                                 |      | Tanja Miščević                                       | Parteilos |
| Bildung                                                 |      | Slavica Đukić Dejanović                              | SPS       |
| Gesundheit                                              |      | Zlatibor Lončar                                      | SNS       |
| Arbeit, Beschäftigung, Veteranen- und Sozialpolitik     |      | Nemanja Starović                                     | SNS       |
| Familienfürsorge und Demografie                         |      | Milica Đurđević Stamenkovski                         |           |
| Sport                                                   |      | Zoran Gajić                                          | Parteilos |
| Kultur                                                  |      | Nikola Selaković                                     | SNS       |
| ländliche Wohlfahrt                                     |      | Milan Krkobabić                                      | PUPS      |
| Wissenschaft, technologische Entwicklung und Innovation |      | Jelena Begović                                       | SNS       |
| Tourismus und Jugend                                    |      | Husein Memić                                         | SDPS      |
| Information und Telekommunikation                       |      | Dejan Ristić                                         | SNS       |
| öffentliche Investitionen                               |      | Darko Glišić                                         | SNS       |
|                                                         |      |                                                      |           |
| Minister ohne Geschäftsbereich                          |      | Novica Tončev                                        | SPS       |
| Minister ohne Geschäftsbereich                          |      | Đorđe Milićević                                      | SPS       |
| Minister ohne Geschäftsbereich                          |      | Usame Zukorlić                                       | SPP       |
| Minister ohne Geschäftsbereich                          |      | Nenad Popović                                        | SNP       |
| Minister ohne Geschäftsbereich                          |      | Tatjana Macura                                       | Parteilos |